# جان شاردان
جان شاردان (بالفرنسية: Jean Chardin)‏ (1643 - 1713 م) هو رحالة فرنسي كتب عن فارس وتركيا والهند.

## روابط خارجية
- جان شاردان على موقع الموسوعة البريطانية (الإنجليزية)